# Balsa del Ojo del Fraile
La balsa del Ojo del Fraile es un humedal en la localidad de Garrapinillos perteneciente al municipio de Zaragoza (Comarca Central, provincia de Zaragoza, Aragón, España). Se trata de una laguna de surgencia del acuífero fluvial subterráneo del Ebro.

## Origen
Son originadas por el acuífero fluvial que hace que el agua circule por el terreno, emergiendo donde el suelo queda por debajo de su nivel freático. Forma parte de un antiguo conjunto de lagunas que rodean los núcleos de población de Casetas y Garrapinillos, formadas por el hundimiento del terreno debido a que los yesos del subsuelo se disuelven por las aguas subterráneas y acaban desplomándose formando simas o dolinas que cuando aflora agua se les llama popularmente "Ojos". Forman también parte de este conjunto las balsas del Ojo del Cura y Larralde. El Galacho de Juslibol pertenece también al mismo acuífero fluvial y comparte la misma flora.

## Flora y fauna
El carrizal que lo rodea (carrizo y anea) sirve de protección a las aves acuáticas como la polla de agua, el martín pescador, ánade real y cormorán. Se pasea por un soto con álamos, chopo y tamariz.
- Datos: Q5717541